# گوشوارک (سرده)
گوشوارک (نام علمی: Euonymus) نام یک سرده از تیره گوشوارکیان است.